# Better (canción de Guns N' Roses)
Better es una canción de la banda de hard rock estadounidense Guns N' Roses, que aparece en su sexto álbum de estudio Chinese Democracy. Fue el 
segundo sencillo del álbum luego de "Chinese Democracy". La canción se toca en vivo desde el "Chinese Democracy World Tour 06/07".

## Antecedentes
"Better" fue escrita principalmente por Axl Rose y el exguitarrista de la banda Robin Finck entre 2001 y 2003, antes de que la banda saliera de gira en 2006, en ese momento la canción ya había sido grabada El exbaterista de ese entonces Bryan Mantia tocó en la canción y se sumó también el baterista Frank Ferrer. Antes de que la canción fuera lanzada como sencillo, Guns N 'Roses había tocado en vivo "Better" en su gira Chinese Democracy Tour en 2006 y 2007. En febrero de 2006, una versión de la canción, junto con algunas otras canciones inéditas, se filtró en Internet a través de un sitio de fans de Guns N 'Roses. La gerencia de la banda solicitó que todos los enlaces a los archivos MP3 y todas las letras de las canciones se eliminen de los foros y sitios web. 
La versión "final" de la canción se filtró en internet con críticas positivas en febrero de 2007.

## Video musical
El 11 de diciembre de 2008, Axl Rose reveló que un video musical de "Better" dirigido por Dale "Rage" Resteghini sería lanzado "pronto". Poco después, Rose escribió que Lars Ulrich hace una aparición en el video. Ulrich declaró: "Hay un clip de Axl y yo abrazándonos detrás del escenario en algún concierto y espero que aparezca en el video final.". Ulrich fue culpado más tarde por el socio de Rose y actual manager de Guns N' Roses, Fernando Lebeis, de ser la razón por la que el video se retrasó. Ulrich respondió diciendo: "He oído hablar de esto, sí. Había un par de clips míos en el video y me preguntaron si lo aprobaría. Cuando me llegó el permiso, firmé aparecer en el video.. No sé de dónde vino el rumor. Me encantaría estar en un video de Guns N 'Roses. Es mi canción favorita en el disco, creo que es una gran canción". El 13 de septiembre de 2012, casi cuatro años después del lanzamiento del sencillo, se filtró el video oficial en la red.

## En vivo
"Better" debutó en vivo el 12 de mayo de 2006 en el Hammerstein Ballroom de Nueva York. Se ha tocado en casi todos los espectáculos desde entonces. Durante la gira Not in This Lifetime... Tour, se tocó una nueva versión de la canción, con una introducción adicional y las primeras letras cantadas por Duff McKagan, Dizzy Reed y Melissa Reese.

## Miembros
- Axl Rose – voz
- Robin Finck – guitarra, teclados, segundo solo de guitarra
- Paul Tobias – guitarra
- Richard Fortus – guitarra
- Buckethead – guitarra, primer solo de guitarra
- Ron "Bumblefoot" Thal – guitarra
- Tommy Stinson – bajo, segunda voz
- Bryan Mantia – batería
- Frank Ferrer – batería
- Dizzy Reed – teclado, segunda voz
- Chris Pitman – teclado, segunda voz, subbajo

## Posiciones en los rankings
| Ranking (2008)                            | Posición |
| ----------------------------------------- | -------- |
| U.S. Billboard Hot Mainstream Rock Tracks | 18       |
| Ecuador Super 9'49 Radio Top 20           | 2        |